# PGC 9823
LEDA/PGC 9823 (auch NGC 978B) ist eine linsenförmige Zwerggalaxie vom Hubble-Typ S0 im Dreieck am Nordsternhimmel. Sie ist schätzungsweise 198 Millionen Lichtjahre von der Milchstraße entfernt und hat einen Durchmesser von etwa 20.000 Lichtjahren. Vom Sonnensystem aus entfernt sich die Galaxie mit einer errechneten Radialgeschwindigkeit von näherungsweise 4.300 Kilometern pro Sekunde. 
Gemeinsam mit NGC 978 bildet sie das gravitativ gebundenes Galaxienpaar KPG 71 und gilt als Teil der 20 Mitglieder zählenden Lyons Groups of Galaxies LGG 66 um NGC 973. Im selben Himmelsareal befinden sich unter anderem die Galaxien NGC 969, NGC 974, PGC 2012619, PGC 2016295.
Das Objekt wurde am 22. November 1827 von John Herschel entdeckt.